# Arnfinn Engerbakk
Arnfinn Engerbakk (Trysil, 22 marzo 1964) è un allenatore di calcio ed ex calciatore norvegese, di ruolo centrocampista.

## Carriera

### Giocatore

#### Club
Engerbakk vestì la maglia del Nordre Trysil, prima di passare al Kongsvinger. Debuttò nella massima divisione norvegese il 1º maggio 1986, quando fu titolare nel pareggio per 1-1 contro il Tromsø. Per la prima rete in campionato, dovette attendere il 2 maggio 1987, quando siglò il gol della sua squadra nella sconfitta per 2-1 sul campo del Brann. Totalizzò 221 presenze per il Kongsvinger, tra il 1986 ed il 1997, risultando così ai primi posti della classifica dei calciatori con più apparizioni con la maglia del club. Si ritirò proprio nel 1997.
Nel 1999, però, effettuò un ritorno al calcio giocato, accordandosi con il Vinger.

#### Nazionale
Engerbakk collezionò 4 apparizioni per la Norvegia under 21. Esordì il 20 agosto 1996, quando fu titolare nel successo per 3-0 sulla Romania under 21. Giocò altrettanti incontri anche per la Nazionale maggiore. Il primo di questi fu datato 26 maggio 1987, in occasione del pareggio a reti inviolate contro la Bulgaria.

### Allenatore
Dopo il ritiro, diventò allenatore del Raumnes & Årnes.